# Pristimantis amydrotus
Pristimantis amydrotus är en groddjursart som först beskrevs av William Edward Duellman och Lehr 2007.  Pristimantis amydrotus ingår i släktet Pristimantis och familjen Strabomantidae. IUCN kategoriserar arten globalt som otillräckligt studerad. Inga underarter finns listade i Catalogue of Life.